# Émeute de 2008 à Montréal-Nord
Le dimanche 10 août 2008, le secteur nord-est de l’arrondissement de Montréal-Nord, au Québec (Canada) a été le théâtre d’une importante émeute.
L’émeute a éclaté au lendemain du décès de Fredy Villanueva, un jeune homme de 18 ans tombé sous les balles d’un agent du service de police de la ville de Montréal (SPVM) dans le même quartier de Montréal-Nord. 

## Le plan de réponse de la police
Le SPVM se doutait que l’intervention qui a couté la vie à Fredy Villanueva risquait de susciter des réactions dans le secteur nord-est de Montréal-Nord, un quartier surnommé le Bronx par les policiers.
Dans un rapport rédigé dans la nuit du 9 au 10 août, la commandante Roxane Pitre du SPVM a écrit ceci : « Les communautés latinos et haïtiennes vont sûrement réagir à la mort du jeune latinos [sic] et critiquer l’intervention policière. Un plan de réponse est déjà préparé par l’inspecteur Patrick Lalonde et toutes les personnes concernées ont reçu la copie dans la nuit du 10 août quelques heures après l’événement. Dès demain matin le 10 août, les policiers seront présents afin de rehausser le sentiment de sécurité des communautés touchées. » 
La stratégie du SPVM ne semble pas avoir été couronnée de succès, comme en témoignent les propos tenus par Nargess Mustapha et Will Prosper du collectif Montréal-Nord Républik dans un article publié dans le journal Le Couac : 
« Lorsque Jean-Loup Lapointe a enfilé ses gants noirs et est descendu de la voiture de patrouille pour régler le compte de Fredy, les témoins directs de l'intervention, ses amis proches et des membres de sa famille, ont immédiatement rapporté leur version des faits à la communauté. Le bouche à oreille a fait son œuvre et a vaincu localement la version policière colportée par les grands médias se commentant même à des affirmations du type «… entouré par une vingtaine de personnes hostiles, un policier n'a eu d'autre choix que de dégainer son arme et faire feu. » Imperméable à la science-fiction officielle, les résidents du district nord-est ont explosé de colère et cette rage était telle que la bavure ne saurait dès lors demeurer impunie. » 

## Le déroulement de l’émeute

### La manifestation spontanée
Le fil des événements de la journée du dimanche 10 août 2008 a été reconstitué par la Commission de la santé et de la sécurité du travail (CSST) dans un rapport produit à la demande de la Fraternité des policiers et des policières de la Ville de Montréal. 
Le rapport de la CSST indique que tout a commencé par une manifestation spontanée de quelques dizaines de résidents, notamment des mères de famille accompagnées de jeunes enfants, qui ont protesté contre la mort de Fredy Villanueva en prenant la rue le dimanche 10 août, vers 15 h. Les rangs des manifestants ont grossi au fur et à mesure que la foule traversait les rues du quartier. Vers 17 h, leur nombre s'élevait à environ 150 personnes. 
La manifestation en tant que telle s’est terminée sans incident. Mais des jeunes en colère ont pris le relais et se sont rassemblés à l'intersection de la rue Pascal et du boulevard Rolland. Vers 17 h 38, des policiers se sont réunis de toute urgence au Poste de quartier 39. Il a alors été convenu que le quadrilatère constitué par la rue Pascal et les boulevards Rolland, Maurice-Duplessis et Langelier sera traité comme un périmètre chaud dans les heures à venir. Notons que ce quadrilatère correspond quasi précisément au secteur surnommé le Bronx par les policiers de Montréal-Nord.
Vers 19 h 45, la tension a monté d'un cran. La foule a atteint environ 150-200 personnes et a commencé à présenter « des signes d'agressivité et d'hostilité », pour reprendre les termes employés dans le rapport de la CSST. Des feux ont été allumés dans les rues et dans les poubelles. Des projectiles ont été lancés et des véhicules de citoyens ont été vandalisés. Vers 20 h 44, les pompiers ont reçu des projectiles lorsqu'ils ont tenté d'éteindre les feux dans les rues avoisinantes. Les pompiers se sont alors repliés à l’intérieur de la caserne no 18, située au coin de Pascal et Rolland, soit leur lieu de travail.
« Ça a commencé par un feu dans une poubelle. Les policiers étaient dans leur voiture et ne faisaient rien », a raconté Daniel Gauthier, un résident de longue date du quartier. Habitant sur la rue Pascal, il se trouvait aux premières loges et a pu voir comment la situation a dégénéré, minute après minute. « Ils ont attendu pour que ça devienne un gros show. Les médias, l'hélicoptère et d'autres policiers sont venus. Maintenant, ils vont pouvoir dire qu'ils ont agi pour les bonnes raisons », dit-il. M. Gauthier a aussi rapporté à une journaliste du journal Le Devoir les propos de protestataires qui cherchaient à se faire rassurants auprès des commerçants de ce tronçon de rue. « Ne vous fiez pas à la police, c'est nous qui allons vous protéger », ont-ils crié.
Dans son autobiographie, Beauvoir Jean, travailleur de rue de Montréal-Nord, explique que les commerces du périmètre chaud ont effectivement été épargnés durant l’émeute. « On vit dans le Bronx comme dans un village. Vous y trouvez des rues de commerces et de boutiques. Durant l’émeute, aucun de ces établissements n’a été vandalisé. Les jeunes du quartier ont plutôt ciblé les commerces qui étaient à la périphérie du Bronx, sur les boulevards Lacordaire ou Léger. La plupart des commerçants du Bronx sont haïtiens, arabes, chinois », lit-on.

### La police perd le contrôle
Entre 21 h et 21 h 9, les agents postés dans le périmètre chaud ont fait état de « la perte de contrôle de la situation. » On comptait alors vingt policiers et trois superviseurs sur les lieux. Une demande de renfort a donc été formulée, spécifiant que les policiers devaient être munis de casques et de bâtons antiémeutes. Vers 21 h 9, la foule agitée a encerclé la caserne de pompiers. Les véhicules qui étaient stationnés sur place ont été incendiés et des marchandises pillées dans des magasins, alors que des bombonnes de propane ont servi à alimenter les flammes des brasiers. 
Vers 22 h, les effectifs déployés s'élevaient à environ 80 policiers antiémeutes. C'est à ce moment-là que les forces de l'ordre ont effectué une première charge pour repousser les émeutiers se trouvant autour de la caserne. Mais les manœuvres de contrôle de foule n'ont eu qu'un effet très limité. Plus la soirée avançait et plus les émeutiers progressaient vers l'est, jusqu'à l'intersection des boulevards Langelier et Maurice-Duplessis.
Pour certains policiers, cet événement se distinguait des autres émeutes auxquelles le SPVM a été confronté par le passé. Ainsi, les policiers ont rapporté au personnel de la CSST que « le comportement des manifestants le 10 août 2008 était très différent des autres événements qui impliquaient un contrôle de foule. Il a été noté, entre autres, le fait que les manifestants entrent et sortent des immeubles, s'éloignent et reviennent par derrière des formations de peloton. Également la présence de manifestants sur les toits et les balcons fait en sorte que les projectiles peuvent provenir d'en haut. »

### Les coups de feu
Mais il n'y avait pas que la configuration des lieux qui compliquait les efforts du SPVM. Le rapport de la CSST fait état du fait qu'à différents moments durant la soirée les policiers ont reçu des informations sur les ondes radios ou sur leur écran véhiculaire relativement à des coups de feu et à la présence d'armes à feu à l'intérieur, ou en périphérie immédiate, du périmètre chaud. 
Vers 20 h 59, un coup de feu aurait été entendu à l'intersection de Rolland et de Pascal. Vers 21 h 11, un coup de feu aurait été entendu sur l'avenue Jubinville. Entre 21 h 11 et 21 h 34, un individu aurait sorti des armes à feu de son véhicule, sur Jubinville. Vers 21 h 34, on signale quatre coups de feu en l'espace de 5 minutes. Vers 21 h 39, un coup de feu aurait été entendu au coin de l'avenue Matte et de la rue Pascal. Vers 21 h 57, un coup de feu aurait été entendu près de Jubinville et de Pascal. Vers 22 h 11, des informations circulent sur un véhicule qui aurait remis des armes à feu à des émeutiers. Vers 22 h 24, un homme aurait tiré des coups de feu sur Jubinville. Vers 22 h 34, d’autres informations indiquent la présence de suspects armés sur l'avenue Lapierre. Vers 22 h 39, on signale encore trois coups de feu sur l'avenue Allard. Vers 22 h 39, un coup de feu aurait été entendu sur Lapierre.
Vers 22 h 49, une policière a été atteinte par balle à la jambe droite sur la rue Pascal. « Elle fait partie d’un peloton de policiers. Trois détonations retentissent. L’agente s’écroule, elle a été atteinte d’un coup de feu à la cuisse, raconte l’inspecteur Richard Dupuis durant son témoignage devant le coroner ad hoc Robert Sansfaçon. L’examen de la scène nous permet de retrouver à deux endroits distincts – examen qui a été fait dans les heures suivant la fin de l’émeute – à deux endroits distincts, trois douilles de calibres différents dont les trois premières étaient du 9 millimètres et les trois autres étaient un calibre .30. Le balisticien dira des trois dernières douilles, le .30, qu’il s’agit de douilles provenant d’une arme de type mitraillette. » Notons que le tireur n'a jamais été appréhendé, ni même identifié. 
« Vers 23h30, deux autres policiers qui patrouillent non loin de là, soit sur Maurice-Duplessis et Langelier, reçoivent deux blocs de ciment dans le pare-brise avant de leur véhicule. Après s’être immobilisés, ils ont descendu de leur véhicule et immédiatement après, ils ont entendu six à sept détonations. Un sergent qui est non loin des lieux, reçoit l’information d'un civil qu’un suspect fait feu en leur direction avec une arme longue. À l’examen de la scène, vers 2h45, les policiers retrouvent trois douilles de calibre .45 », ajoute l’inspecteur Dupuis.

### Les lacunes du SPVM
Au total, plus de 500 policiers ont été dépêchés sur les lieux pour venir à bout de l'émeute. Vers 3 h, les émeutiers avaient été complètement dispersés. Dans son rapport, la CSST conclut « à une perte de contrôle due à une mauvaise planification de l'opération (déploiement inadéquat des effectifs / équipement de protection individuelle non disponible / point de regroupement initial mal planifié / communication des informations partielle / directive transmise incomplète) ».
Les lacunes au niveau de l’évaluation du risque figurent aussi parmi la liste de critiques que la CSST a adressé au SPVM. « Lors de l’intervention du 10 août 2008, le SPVM n’a pas intégré à ses opérations et à ses décisions une approche en fonction des risques potentiellement présents et n’a pas procédé à l’évaluation des risques réels à la santé et à la sécurité des agents », lit-on dans le rapport de la CSST.

## Le bilan
Dans son bilan de l’événement, le SPVM a fait état de quelque 20 introductions par effraction et 39 méfaits. Trois camions de pompiers ont aussi été endommagés et huit véhicules ont été incendiés. Six personnes ont été arrêtées la nuit même de l’émeute : trois pour introduction par effraction, une pour possession de stupéfiants, alors que deux autres font toujours l'objet d'une enquête.
On rapporte de plus que deux policiers ont été blessés pendant l’émeute, dont la policière qui a été atteinte d’une balle. Un ambulancier qui travaillait sur les lieux a également été blessé lorsqu'il a reçu un projectile sur la tête. Un photographe et un cadreur ont aussi été blessés et des pierres ont été lancées en direction de cars de reportages. Selon Cyberpresse, des résidents ont aussi été malmenés, comme cette femme « haute comme trois pommes » qui a été matraquée et violemment projetée au sol par des policiers antiémeutes lorsque ceux-ci ont chargé un groupe de spectateurs qui ne participaient pas à la casse.
Deux autobus et six abribus ont été vandalisés, totalisant environ 32 000 dollars de dommages pour la Société de transport de Montréal (STM).
À cela s’ajoute quelque 24 000 $ les dommages causés aux ambulances, aux camions de pompiers et au mobilier urbain. Pour sa part, l'arrondissement a assumé des coûts de 5 300 $, principalement pour payer des cols bleus ayant passé une partie de la nuit à nettoyer le secteur pour que les dégâts soient disparus au lever du jour. Quelque 800 $ ont aussi été dépensés pour remplacer des poubelles endommagées.
Du côté des commerces, on rapporte qu’une boucherie du boulevard Langelier a subi d’importants s’élevant à entre 30 000 $ et 40 000 $, sans compter les pertes de revenus essuyées par le propriétaire. Le commerce a été saccagé et de l'équipement a été volé, ainsi que des produits. Le commerçant a dû fermer boutique pendant deux semaines, le temps de tout remettre en l'ordre et d'installer de nouveaux comptoirs, les autres ayant été détruits.
Au cours des semaines suivantes, les policiers ont procédé à l'arrestation de 71 individus (37 hommes, 10 femmes et 24 mineurs) en lien avec l’émeute du 10 août 2008, en bonne partie grâce aux images filmées par les caméras de vidéosurveillance. (Notons cependant que ce nombre inclut la douzaine d’arrestations survenues lors d’une manifestation tenues par des adolescents dans l'arrondissement Rivière-des-Prairies-Pointe-aux-Trembles, le 12 août 2008.)

## Les répercussions

### Sur le plan médiatique
Sur le plan médiatique, la nouvelle de l'émeute de Montréal-Nord a eu des échos à différents endroits de la planète. Il a ainsi été question de l'émeute dans des journaux, blogues et médias électroniques en Turquie, en France, au Honduras et au Qatar. En tout, vingt-huit pays dans le monde ont relayé la nouvelle, ce qui représentait, en tenant compte du lectorat et des cotes d'écoute des médias qui l’ont véhiculé, un auditoire potentiel de 95 millions de personnes. Au Québec, l'émeute du 10 août 2008 est devenue la deuxième nouvelle en importance depuis le début de l'été, après les Jeux olympiques de Pékin, selon la firme Influence communication, qui analyse le travail des médias.

### Sur le plan policier
Au niveau policier, le SPVM a réagi dans un premier temps en augmentant la présence policière dans le quartier. Ainsi, une semaine après l'émeute, un total de 135 policiers additionnels, incluant des membres de l'escouade Éclipse, ont été assignés au Poste de quartier 39, lieu de travail des agents Lapointe et Pilotte, et affectés aux secteurs réputés « chauds » de Montréal-Nord et de Rivière-des-Prairies.
Selon des informations obtenues par Radio-Canada en vertu de la loi sur l'accès à l'information, les policiers ont effectué 13 841 heures supplémentaires à Montréal-Nord, au coût de 839 854 $, durant le mois qui a suivi l'émeute.
En second lieu, le SPVM a mandaté divers chercheurs et organismes pour tenter de mieux cerner les causes de l’émeute du 10 août 2008 et en prévenir la répétition à Montréal-Nord ou dans d’autres secteurs de la ville. 
Ainsi, une analyse comparative du phénomène émeutier en milieu urbain a été sollicitée par le SPVM auprès du Centre international pour la prévention de la criminalité (CIPC). Produite en collaboration avec le Centre international de criminologie comparée de l'Université de Montréal, l’étude du CIPC a comparé les débordements de Montréal-Nord avec dix autres émeutes qui survinrent dans différentes villes du monde occidental au cours des trente dernières années et dont le principal dénominateur commun consiste à avoir pour eu élément déclencheur des interventions policières controversées. Les conclusions des criminologues ont été débattues avec le SPVM, qui a autorisé le CIPC à rendre public l'ensemble des recommandations de l'étude.
Le SPVM a également mandaté Mathieu Charest, criminologue au service de police, afin qu’il étudie les pratiques policières en matière de contrôle d’identité dans les quartiers sensibles de Montréal. 
« Cette recherche, qui se situe dans le prolongement des événements de Montréal-Nord, a pour objectif de mettre en lumière certaines des conséquences néfastes de la lutte contre les gangs de rue et les répercussions d’escouades comme Avance et Éclipse sur le volume et la qualité des contrôles d’identités des membres de groupes ethniques. Cet examen est d’une haute importance si le SPVM désire comprendre les causes probables de l’émeute (au-delà de la mort de Villanueva), anticiper les risques qu’un événement similaire se reproduise et évaluer les alternatives permettant de diminuer les risques d’affrontements ou de dérapages », écrit M. Charest.
Le rapport de M. Charest révèle notamment que 27 % des jeunes âgés de 15-25 ans de Montréal-Nord considèrent que l’émeute était très ou plutôt justifiée, tandis qu’à Saint-Michel le niveau de support a atteint 47 %, soit près d’un jeune sur deux. « Le fait d’avoir été la cible d’un (ou plusieurs) contrôle d’identité – et plus précisément le fait d’être insatisfait de l’attitude des policiers lors de ce contrôle – influence directement le niveau de sympathie à l’égard des émeutiers », note M. Charest.
Le SPVM n’a pas voulu publier ce rapport, daté de mars 2009, mais dont l’existence a été révélée seulement à la suite de la publication d’un article dans La Presse, en août 2010. Le rapport a cependant été rendu public après que le coroner André Perreault eut ordonné qu’il soit déposé en preuve à l’enquête publique sur les causes et circonstances du décès de Fredy Villanueva.
Le no 2 du SPVM, le directeur adjoint Jean-Guy Gagnon, a par ailleurs mandaté le psychologue Martin Courcy afin de mieux connaître les attentes des jeunes de Montréal-Nord à l’égard des policiers. À l’instar du rapport Charest, le SPVM s’est abstenu de publier le document produit par M. Courcy, en octobre 2008, et dont l’existence a seulement été dévoilée par un article publié dans Le Devoir, en septembre 2010.
Dans son rapport, M. Courcy écrit que les jeunes voient « leur condition face à la police comme une fatalité. Ils seront toujours harcelés par la police en raison de leur misère et de la couleur de leur peau et cela ne leur donne rien de parler de ce qu’ils subissent de la police puisque rien ne va changer. Sauf qu’un jour la marmite explose. Il n’est pas surprenant qu’il y ait eu une émeute à Montréal-Nord. La mort de Villanueva a été le prétexte. »
Des documents obtenus par Rue Frontenac en vertu de la loi d’accès à l’information ont aussi révélé que le directeur adjoint du SPVM Pierre Brochet a rencontré pendant deux jours consécutifs, les 30 et 31 octobre 2008, un officier des Forces armées canadiennes pour discuter d’un partenariat sur les « interventions à risque lors d’émeutes. »
« C’étaient des rencontres exploratoires, après les événements de Montréal-Nord, a expliqué M. Brochet. Dans le domaine de la santé et sécurité, lorsqu’on a un policier qui est blessé lors d’un événement en cours et qu’il faut le ramener... Les militaires ont une expérience dans ça parce que dans l’armée, c’est courant. »
En 2012, le SPVM a révélé que la décision d’utiliser des grenades assourdissantes lors de contrôles de foule fait suite à l’émeute de Montréal-Nord. « Nous les utilisons depuis 2008. Ça fait suite aux manifestations de Montréal-Nord au cours desquelles nous n’avions utilisé que les bâtons », a ainsi déclaré l’inspecteur-chef Alain Bourdages du SPVM.

### Sur le plan politique
Sur le plan politique, l’administration municipale du maire de Montréal, Gérald Tremblay, a lancé une série de chantiers de réflexion sous l’égide de la table de concertation Montréal-Nord en santé. « À la suite des événements tragiques survenus à Montréal-Nord à l’été 2008, la ville de Montréal, à travers ses services corporatifs et l’arrondissement, a entrepris de regrouper différents acteurs institutionnels, municipaux, scolaires et gouvernementaux dans le cadre d’une démarche appelée Montréal-Nord : L’Urgence d’agir ensemble, peut-on lire dans le rapport final.
À quelques jours du premier anniversaire de la mort de Fredy Villanueva, le journaliste du Journal de Montréal, Mathieu Turbide, n’a pu faire autrement que de constater que l’émeute du 10 août 2008 avait eu « l'effet d'un électrochoc » sur le secteur nord-est de Montréal-Nord. « Depuis un an, des projets qui traînaient ont débloqué, des citoyens ont commencé à s'impliquer et des groupes qui vivaient chacun de leur côté ont commencé à se parler », a observé le journaliste.
« C'est sûr que ces événements-là ont ouvert les yeux à beaucoup de monde et ça nous a facilité la tâche pour convaincre les autres paliers de gouvernements d'investir dans des projets ici », convenu le directeur général de l'arrondissement, Serge Geoffrion. 
Durant les douze mois qui ont suivi l’émeute du 10 août 2008, environ 12 millions $ ont été investis en achat d’équipements et en financement d’activités destinées à la jeunesse de Montréal-Nord. Notons que cette somme représentait trois fois plus que ce qui est consacré pour une année normale. À cela s’ajoutent plusieurs autres initiatives gouvernementales, comme le projet d’habitation communautaire Rayon de soleil. Ce projet de près d’une valeur de 7 millions $ implique la construction d’un immeuble de 30 logements abordables pour des jeunes mères monoparentales. Fait particulier, l’immeuble sera situé à l’intersection qui avait été le foyer principal de l’émeute du 10 août 2008, soit le boulevard Rolland et la rue Pascal.
[TRADUCTION] « L’émeute permit à Montréal-Nord de devenir une priorité pour la ville, en la plaçant en tête de la file devant tous les autres quartiers défavorisés, a écrit Don MacPherson, chroniqueur au quotidien The Gazette. Et si les autres quartiers veulent eux aussi de l’avancement, l’administration Tremblay vient de leur faire comprendre ce qu’il leur reste à faire. Si la violence n’a pas résolu les problèmes de Montréal-Nord, il reste qu’elle a fait encore une fois la démonstration qu’elle est terriblement efficace pour attirer l’attention. »

### Sur le plan juridique
Le 8 avril 2009, le coroner Robert Sansfaçon a évoqué « une émeute extrêmement importante » lorsqu’il a accordé une requête des constables Jean-Loup Lapointe et Stéphanie Pilotte du SPVM, demandant une ordonnance de non-publication et de non-diffusion de tout renseignement permettant de les identifier.
Le 8 novembre 2010, la Commission des lésions professionnelles (CLP) a conclu que la chauffeuse d’un autobus de la Société de transport de Montréal a été victime d’une lésion professionnelle à la suite de l’émeute du 10 août 2008. « La situation a débuté le 10 août 2008 lorsqu’elle a été témoin des événements survenus à Montréal-Nord et parce qu’elle travaillait dans le secteur où l’émeute s’est produite, en plus d’avoir transporté des émeutiers sur les lieux et d’avoir dû continuer à travailler dans ce secteur malgré les consignes des policiers. Elle a eu peur pour son intégrité et sa sécurité, voire sa vie », écrit la CLP.
« Il a fallu plus de 45 minutes avant que le répartiteur de la base lui indique de changer de route; elle a donc dû repasser par les mêmes endroits. Elle a alors vu des voitures brisées, un autobus en flammes, des feux, des gens qui couraient dans tous les sens et qui criaient. Les personnes qui montaient dans son autobus étaient hystériques, lit-on. Cet événement à lui seul, qui est d’ailleurs connu du grand public, était en soi de nature à entraîner une lésion psychologique chez la travailleuse. »
Le 30 mai 2011, le juge Yves Hamel de la Cour du Québec a invoqué l’émeute du 10 août 2008 lorsqu’il a infirmé en partie une décision de la Régie du logement condamnant une locatrice de Montréal-Nord à verser la somme de 4 051,25 $ à son propriétaire. « Il s'est produit des événements hors de l'ordinaire et inusuels à proximité du logement, écrit le tribunal. À la suite du décès tragique d'une jeune personne, Monsieur Villanueva, une manifestation spontanée a débuté le ou vers le 10 août 2008 vers 15 h et a dégénéré au fil des heures en émeute d'une rare intensité. »
« À cet égard, il appert qu'une partie des manifestations ont eu lieu à proximité du Logement, c'est-à-dire au coin de l'intersection A et B, dans la soirée du 10 août 2008 au cours de laquelle émeute, plusieurs coups de feu ont été tirés par des personnes non identifiées et une policière a été blessée par balle à une jambe, lit-on. De l'avis du Tribunal, il s'agit des circonstances exceptionnelles et hors de l'ordinaire qui expliquent en toute probabilité le délai de cinq mois pour la relocation du Logement occupé par C... et pour lesquels le locataire ne peut être entièrement responsable vis-à-vis le propriétaire », conclut le tribunal, qui a décidé d’arbitrer le montant des loyers réclamés à deux mois et demi plutôt que cinq mois.